# 婁底駅
婁底駅（ろうていえき）は、中華人民共和国湖南省婁底市婁星区にある中国鉄路広州局集団公司の駅である。

## 歴史
湘黔線は1936年に建設完工した。1938年12月8日、婁底から谷水までは開通しましたが、日中戦争の原因で1939年に当時の国民政府に取り壊されました。
1958年、鉄道駅の建設が開始した。
1965年6月、洛湛線の開通。